# Primo Nebiolo
Primo Nebiolo (Torino, 1923. július 14. – Róma, 1999. november 7.) olasz sporthivatalnok volt, nevét a Nemzetközi Atlétikai Szövetség elnökeként ismerhette meg a világ.

## Fiatal évei
Fiatalkorában atlétikában, 100 méteres síkfutásban, illetve távolugróként versenyzett, utóbbi versenyszámban sokáig indult is különböző versenyeken.
Jogot és politikatudományt tanult a torinói egyetemen. A második világháború idején az olasz hadsereg behívta, de német fogságba esett, ahonnan sikerült kiszabadulnia, és csatlakozott a partizánokhoz Monferrato-nál.

## Sportvezetőként

### A kezdetek
Sportvezetői pályája 26 évesen kezdődött, amikor elnöke lett a torinói egyetem sportklubjának (CUS Torino), ennek haláláig elnöke maradt (1946-1999).
Az egyetem elvégzése után sokáig az építőiparban jeleskedett, több társaság elnöke és társtulajdonosa volt, majd beindult a sportmenedzseri karrierje.
1961-ben a Nemzetközi Egyetemi Sportszövetség (FISU) elnöke lett, amely többek között az Universiade-t is rendezi. Nebiolo részt vett az 1959-es és 1970-es torinói, az 1975-ös római nyári, illetve az 1966-os Sestriere-i és 1975-ös Livigno-i téli Universiade rendezésében.
1969 és 1989 között az Olasz Atlétikai Szövetség (FIDAL) elnöke volt, közben 1972-ben a Nemzetközi Atlétikai Szövetség tagja lett, és 1981-ben a szervezet negyedik elnökévé választották.

### Az IAAF elnökeként
Elnöksége alatt, vitathatatlan szerepe volt abban, hogy hatalmas összegek kezdtek befolyni az atlétikába, többnyire televíziós közvetítési jogokból, illetve szponzori támogatásokból. Elnöksége idején, 18 év alatt, a szervezet éves költségvetése közel 1000-szeresére nőtt. Fő újításai közé tartozott, hogy szabadtéri és fedett pályás világbajnokságok megrendezése került sorra, beindultak a nemzetközi pénzdíjas versenysorozatok, illetve bevezette azt, hogy a szavazások során minden tagállam rendelkezzen szavazati joggal. Munkásságának köszönhetően a sportok királynője, az atlétika újra régi pompájában kezdett ragyogni.
Jelentős szerepet játszott abban, hogy szülővárosa, Torino megnyerte a 2006-os téli olimpia rendezési jogát.
Juan Antonio Samaranch, a Nemzetközi Olimpiai Bizottság akkori elnöke mondta Nebiolo-ról, hogy: "egyike a század legnagyobb sportvezetőinek".

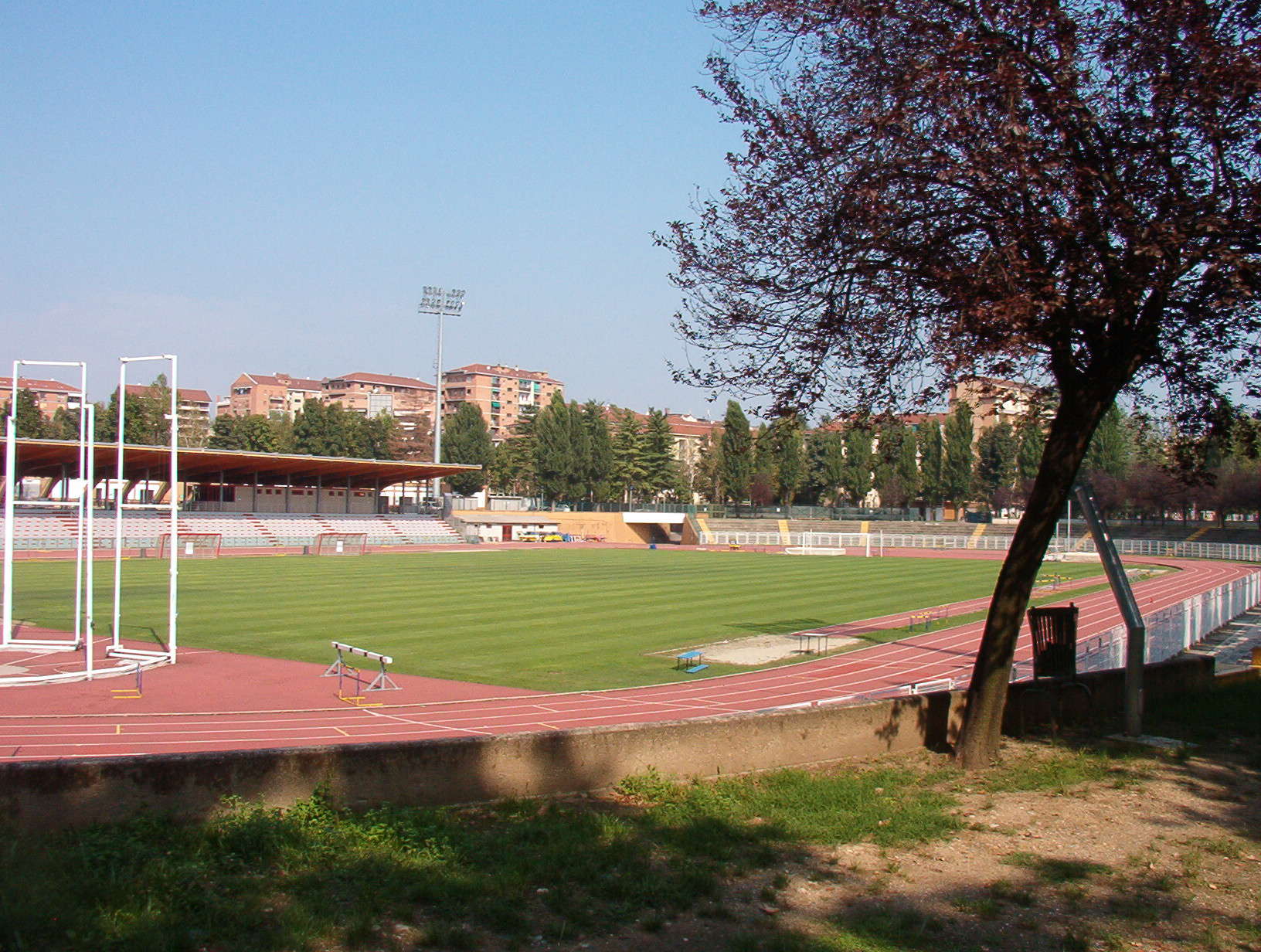
A Primo Nebiolo atlétikai stadion

1999-ben néhány hónappal azután, hogy újabb négy évre megválasztották a Nemzetközi Atlétikai Szövetség elnökévé, a római kórházban szívroham következtében, 76 éves korában elhunyt. Halálát követően a szenegáli Lamine Diack vette át helyét.
Primo Nebiolo nevét Torinóban atlétikai stadion őrzi.

## Magyar elismerések
- 1989-ben Nebiolo megkapta a Magyar Népköztársaság Csillagrendjét
- 1992-ben a Magyar Testnevelési Egyetem (ma Testnevelési Egyetem) „Doctor Honoris Causa” címmel tüntette ki
- 1997-ben Magyarország tiszteletbeli torinói főkonzulja lett